# Allan Purvis
Allan Ruggles "Al" Purvis, född 9 januari 1929 i Trochu i Alberta, död 13 augusti 2009, var en kanadensisk ishockeyspelare.
Purvis blev olympisk guldmedaljör i ishockey vid vinterspelen 1952 i Oslo.